# Junk Science
Junk Science (von englisch junk für „Ramsch“, „Müll“ und science für „Wissenschaft“) ist ein politisches Schlagwort, das von Industrielobbyisten erfunden wurde, um ihnen missliebige Forschungsergebnisse als schlechte Wissenschaft zu diskreditieren. Dies betrifft insbesondere Forschungsarbeiten aus der Gesundheits-, Umwelt- und Klimaforschung, die potenziell Einschränkungen für wirtschaftliches Handeln mit sich bringen könnten. Im Gegensatz zu Junk Science etablierten sie den Begriff „sound science“ bzw. solide Wissenschaft, die die wiederum industriefreundlichen Arbeiten zu seriösen, wissenschaftlichen Arbeiten aufwerten sollte.
Tatsächlich wurde das künstliche Erzeugen von Zweifeln an wissenschaftlichen Erkenntnissen der Umweltforschung, die als „Junk Science“ gebrandmarkt wurden, zur bevorzugten Strategie konservativer politischer Kräfte und von Industrieunternehmen, um Anti-Umweltschutz-Politik voranzutreiben. Dies gilt insbesondere ab den frühen 1990er Jahren, als diese Akteure ihr Hauptaugenmerk auf die Klimawandelleugnung legten.
Inzwischen wird der Begriff „Junk Science“ allgemeiner für schlechte Wissenschaft angewendet. Peter Huber, der als Erfinder des Begriffes gilt, definiert ihn z. B. als „Spiegelbild realer Wissenschaft, weitgehend mit derselben Form, aber ohne jede Substanz“ und als „Sammlung jeder denkbaren Art von Fehler“. Zudem werden in der wissenschaftlichen Gemeinschaft inzwischen auch pseudowissenschaftliche Theorien wie Intelligent Design als ‚Junk Science‘ bezeichnet.

## Geschichte
Zuerst verwendet wurde der Begriff von der Tabakindustrie. 1992 engagierte der Tabakkonzern Philip Morris das PR-Unternehmen APCO, um eine Strategie zu entwickeln, wie man auf einen von der US-Umweltbehörde Environmental Protection Agency publizierten Bericht reagieren sollte, der die Gesundheitsgefahren von Passivrauchen darstellte. APCO warnte den Tabakkonzern davor, selbst tätig zu werden, da dieser in der Öffentlichkeit nicht als glaubwürdige Institution für die Bewertung von Tabakprodukten angesehen würde, und empfahl stattdessen, Astroturfing-Kampagnen einzusetzen. Anstelle von Philip Morris sollten sich vielmehr Organisationen für den Tabak aussprechen, die wie Gruppen aus der Gesellschaft wirkten.
APCO schlug vor, eine Gruppierung zu gründen, deren Aufgabe es sei, „die Medien, Beamten und die Öffentlichkeit über die Gefahren von Junk Science aufzuklären“. Zudem sollte sie sich mit der Glaubwürdigkeit von wissenschaftlichen Studien durch die öffentliche Hand, Risikobewertungstechniken und den Missbrauch von Steuergeldern (für solche Zwecke) befassen. Bis zur Gründung dieser Organisation sollten führende Figuren im Kampf gegen die Regulierung des Tabakkonsums Stimmung in den Medien machen, Meinungsartikel publizieren und gezielt Politiker in ausgewählten Bundesstaaten instruieren.
1993 wurde diese Astroturfing-Gruppe schließlich unter dem Namen The Advancement for Sound Science Coalition (TASSC) gegründet. APCO wies Philip Morris ein Jahr später darauf hin, dass es wichtig sei, dass TASCC nicht nur in Sachen Tabak aktiv würde, sondern auch in weiteren Gebieten, bei denen es staatliche Forschung und Regulierung gebe, beispielsweise die globale Erwärmung, die Endlagerung radioaktiver Abfälle und die Biotechnologie. APCO erklärt zugleich, sie würden eine intensive Suche von wichtigen Vertretern aus Wirtschaft und Industrie, Wissenschaft, Beamtenapparat usw. durchführen, um Personen zu finden, die daran interessiert seien, in der Öffentlichkeit „solide Wissenschaft“ zu propagieren. APCO erfand damit den Begriff Junk Science gezielt für die Diskreditierung peer-reviewter wissenschaftlicher Arbeiten, die den Stand der Forschung darstellten, also wissenschaftliche Arbeiten, die ihr Kunde Philip Morris, später auch der Ölkonzern Exxon, nicht mochte. Als Gegenstück zu Junk Science wurde der Begriff „sound science“ („solide Wissenschaft“) eingeführt, der in diesem Fall für Studien stand, die von der Tabakindustrie finanziert wurden. Dieser Begriff wird heute unter anderem von professionell organisierten Klimawandelleugnern genutzt. Nachfolger von TASSC wurde die, bis heute (Stand 2020) weiter betriebene website JunkScience.com, herausgegeben von dessen ehemaligen Executive Director, dem Lobbyisten und konservativen Kommentatoren Steve Milloy.
Insgesamt hat die amerikanische Tabakindustrie über Jahre die wissenschaftlichen Beweise für die Gesundheitsgefährdung durch Passivrauchen als Junk Science diskreditiert.